# Oirschot
Oirschot é um município dos Países Baixos, situado na província de Brabante do Norte. Tem 102,84 km² de área e sua população em 2020 foi estimada em 18.832 habitantes.